# Seznam evroposlancev iz Irske (2004–2009)
Seznam evroposlancev iz Irske v mandatu 2004–2009.

## Seznam

### A
- Liam Aylward (Vzhod) (Zveza za Evropo narodov)

### C
- Simon Coveney (Jug) (Evropska ljudska stranka - Evropski demokrati)
- Brian Crowley (Jug) (Zveza za Evropo narodov)

### D
- Proinsias De Rossa (Dublin) (Stranka evropskih socialistov)
- Avril Doyle (Vzhod) (Evropska ljudska stranka - Evropski demokrati)

### H
- Marian Harkin (Severozahod) (Skupina zavezništva liberalcev in demokratov za Evropo)
- Jim Higgins (Severozahod) (Evropska ljudska stranka - Evropski demokrati)

### M
- Mary Lou McDonald (Dublin) (Evropska združena levica – Zelena nordijska levica)
- Mairéad McGuinness (Vzhod) (Evropska ljudska stranka - Evropski demokrati)
- Gay Mitchell (Dublin) (Evropska ljudska stranka - Evropski demokrati)

### O
- Seán Ó Neachtain (Severozahod) (Zveza za Evropo narodov)

### R
- Eoin Ryan (Dublin) (Zveza za Evropo narodov)

### S
- Kathy Sinnott (Jug) (Samostojnost in demokracija)